# Judit Carrera
Judit Carrera Escudé (Barcelona, 1974) es una politóloga, gestora y promotora cultural española. Desde octubre de 2018 es la directora del Centro de Cultura Contemporánea de Barcelona (CCCB).

## Biografía
Licenciada en Ciencias políticas y de la administración en la Universidad Autónoma de Barcelona (UAB), obtuvo un Diploma de Estudios Avanzados en la Escuela Doctoral del Instituto de Estudios Políticos de París. En la capital francesa trabajó en la oficina de prospectiva de la UNESCO, y posteriormente lo hizo en el Centro UNESCO de Cataluña, en el Fórum 2004 y el departamento de Relaciones Internacionales del Ayuntamiento de Barcelona.
A lo largo de su dilatada carrera ha impulsado proyectos europeos y ha colaborado con entidades como la Fundación Open Society, la Fundación Rolex, la British Academy, la London School of Economics, la red europea Time to Talk, el Collège d’Études Mondiales de París, el Círculo de Bellas Artes de Madrid, ICREA o el PEN Català. Igualmente ha impartido conferencias en el Bard College (Nueva York), la Bienal de Venecia, la Academia da Arquitectura de Mendrisio (Italia), el Center for Architecture (Nueva York), Cerisy (Normandía), la École des Hautes Études en Sciences Sociales (París) o el Museo de las civilizaciones de Europa y del Mediterráneo de Marsella.
En el Centro de Cultura Contemporánea de Barcelona ha desempeñado su trabajo durante más de dieciséis años en cuatro áreas fundamentales: como jefa de Debates y Educación del CCCB, como responsable de Educación, en su función de directora del Premio Europeo del Espacio Público Urbano, un observatorio privilegiado de las ciudades europeas en colaboración con los principales museos de arquitectura de Europa, y como responsable del Archivo CCCB. En julio de 2018 ganó por concurso público la plaza de directora del CCCB, donde sustituyó a Vicenç Villatoro unos meses más tarde, en octubre.